# Wegkapelle St. Leonhard (Michelwinnaden)
St. Leonhard, auch als Öschhirte bekannt, ist eine Wegkapelle in Michelwinnaden, einem Stadtteil von Bad Waldsee im Landkreis Ravensburg in Oberschwaben.
Die Kapelle liegt nördlich ca. 350 m von Michelwinnaden an der Straße K 7943 nach Winterstettendorf.
Im Inneren der Kapelle befindet sich ein Barockaltar. Den Mittelpunkt dieses Altares bildet die Darstellung einer in Öl auf Leinwand gemalten Maria vom guten Rat. Der hl. Leonhard, Schutzpatron der Tiere und Namensgeber der Kapelle, hat seinen Platz auf einem Wandsockel vor dem Altar.

## Geschichte
Die im 18. Jahrhundert erbaute St. Leonhard Kapelle geht der Überlieferung nach auf das Gelübde eines Deutschordensritters aus Altshausen zurück. Dieser geriet im 18. Jahrhundert in Gefangenschaft und versprach bei seiner Freilassung den Bau einer Kapelle.

## Architektur
Die Kapelle ist ein schlichter Rechteckbau mit einer dreiseitigen Apsis. Sie besitzt weder Dachreiter noch Turm und somit auch keine Glocke. Aufgrund ihrer Lage unterhalb des Straßenniveaus ist die Kapelle bei Starkregen besonders gefährdet. Eindringendes Wasser kann dann schon mal zehn Zentimeter hoch in der Kapelle stehen, was sie anfällig für Hochwasserschäden macht.

## Innenraum
Der Altar mit dem Altaraufsatz ermöglicht die zusätzliche Beleuchtung des Raumes durch das Licht eines dahinterliegenden Rundbogenfensters. Das Altarblatt ist eine Nachbildung der Ikone Maria vom guten Rat aus der Kirche Genazzano (Latium, Italien). Die Anrufung Mater boni consilii ist Bestandteil der Lauretanischen Litanei. Zur Ausstattung gehört ferner eine kleinere, neuere Figur des heiligen Leonhard, des Hauptpatrons der Kapelle, die evtl. aus dem Grödnertal stammt. Ein in Holz reliefiertes Kopfbild der Muttergottes mit dem Jesuskind, die sich zärtlich umarmen, ist ebenfalls vorhanden. Ein Kruzifix mit elfenbeinfarbenem Christuskorpus, vermutlich neueren Datums, ergänzt die Einrichtung. 
Die Kapelle war in der Vergangenheit mehrfach von Diebstählen betroffen und daher einst reicher ausgestattet. Frühere Ausstattungsstücke umfassten unter anderem eine Kupferblechtafel mit dem gegeißelten Heiland sowie die Figuren des heiligen Leonhard und des heiligen Magnus, die sich heute im Chor der Pfarrkirche St. Johannes Evangelist befinden. 
Es wird angenommen, dass bei einer früheren Renovierung Fresken über der Kapellentür und an einer Seitenwand überstrichen wurden.

## Trivia
Zur Erntezeit wurde die Kapelle in früheren Zeiten mit Garben gefüllt, wodurch sie den volkstümlichen Namen Öschhirte bekommen hat.